# Eric Melaerts
Eric Melaerts (Mechelen, 11 oktober 1957) is een Belgische gitarist, producer en mediafiguur.

## Beknopte biografie
Melaerts werd geboren te Mechelen. Hij vatte een studie Rechten aan aan de Katholieke Universiteit te Leuven, maar zette deze na één jaar stop. Hij was een van de leden van de covergroep LSP-band daarvoor speelde hij bij Johan Verminnen. Later speelde Melaerts bij Soulsister en Clouseau. Daarnaast speelde hij als gast- of studiomuzikant samen met tal van (lokaal) beroemde artiesten zoals Bart Peeters, Beverly Jo Scott, The Championettes, Christoff De Bolle, Dana Winner, De Jazzpolitie, Guido Belcanto, Get Ready!, Helmut Lotti, Jimmy Frey, K3, Laura Lynn, Miek en Roel, Rocco Granata, The Beautiful Babies, Isabelle A, Will Tura en Willy Sommers.
Van begin 2007 tot 2010 was hij producer muziek bij The Entertainment Group. In deze functie was hij verantwoordelijk voor de creatieve begeleiding van de muzikale artiesten. Zo stond hij aan de basis van de carrière van Stan Van Samang (producer 3 eerste albums). Als muziekproducer was hij verantwoordelijk voor de sound van de albums Blauw ('99) en Yasmine (2001) van Yasmine. Daarnaast werkte hij als producer mee aan nummers en cd's van onder andere Pop In Wonderland, alle Levenslijn albums, Helmut Lotti, Luc Steeno, Pierre Rapsat, Stan Van Samang en Ludo Mariman.
Melaerts was dikwijls panellid in tv-programma's, zoals De Drie Wijzen en De Tabel van Mendelejev. In het theaterseizoen 2008-2009 toerde hij samen met zijn goede vriend Jean Blaute rond met Gedeelde adoraties. Sinds 2010 kreeg het een vervolg met Gedeelde Adoraties 2 en een 3de reeks "Derede Keer". Daarnaast was hij ook actief als muzikant in vele tv-programma's, zoals Vox Pop, Tilt, LA LA LA Live, Idool, Star Academy en X Factor. Sinds 1989 speelt hij bij Clouseau.  
Melaerts is leerkracht elektrische gitaar en samenspel aan het MuDa kunstencentrum. Hij leidt ook het EM Radical Trio met wisselende bezetting (Bart De Nolf - bass en Toni Vitacolonna-drs of Theo De Jong - bass en Mimi Verderame - drs). In 2016 toeren Jean Blaute en Eric Melaerts opnieuw als "3" met derde man Jean-Marie Aerts.